# Championnat d'Estonie de football 1992-1993
Navigation
Saison précédente Saison suivante
La saison 1992-1993 du Championnat d'Estonie de football est la 2e édition de la première division estonienne à poule unique, la Meistriliiga. Les 12 clubs jouent les uns contre les autres lors de rencontres disputées en matchs aller et retour.
C'est le FC Norma Tallinn, champion en titre, qui termine en tête du championnat.  C'est le 2e titre de champion d'Estonie de son histoire.

## Les 12 clubs participants
| - FC Flora Tallinn - FC Norma Tallinn - Keemik Kohtla-Jahrve - FC Nikol Tallinn - JK Eesti Põlevkivi Jõhvi - KSK Vigri Tallinn | - FC Narva Trans - Spordis ESDAG Tartu - JK Dünamo Tallinn - JK Maag Tartu - JK Kalev Sillamäe - JK Tulevik Viljandi |

## Compétition

### Classement
Le barème de points servant à établir le classement se décompose ainsi :
- Victoire : 2 points
- Match nul : 1 point
- Défaite : 0 point

| Rang | Équipe                   | Pts | J  | G  | N | P  | Bp  | Bc | Diff |
| ---- | ------------------------ | --- | -- | -- | - | -- | --- | -- | ---- |
| 1    | FC Norma Tallinn T       | 42  | 22 | 20 | 2 | 0  | 102 | 16 | +86  |
| 2    | FC Flora Tallinn         | 34  | 22 | 15 | 4 | 3  | 63  | 13 | +50  |
| 3    | FC Nikol Tallinn C       | 33  | 22 | 15 | 3 | 4  | 58  | 17 | +41  |
| 4    | JK Eesti Põlevkivi Jõhvi | 32  | 22 | 13 | 6 | 3  | 53  | 20 | +33  |
| 5    | KSK Vigri Tallinn        | 27  | 22 | 10 | 7 | 5  | 61  | 33 | +28  |
| 6    | FC Narva Trans           | 24  | 22 | 11 | 2 | 9  | 51  | 34 | +17  |
| 7    | Keemik Kohtla-Järve      | 18  | 22 | 7  | 4 | 11 | 30  | 56 | -26  |
| 8    | Spordis ESDAG Tartu      | 13  | 22 | 5  | 3 | 14 | 30  | 75 | -45  |
| 9    | JK Dünamo Tallinn        | 13  | 22 | 4  | 5 | 13 | 24  | 50 | -26  |
| 10   | JK Maag Tartu            | 12  | 22 | 4  | 4 | 14 | 17  | 63 | -46  |
| 11   | JK Kalev Sillamäe        | 9   | 22 | 4  | 1 | 17 | 17  | 65 | -48  |
| 12   | JK Tulevik Viljandi      | 7   | 22 | 3  | 1 | 18 | 24  | 88 | -64  |

|  | Qualifié pour la Ligue des champions de l'UEFA 1993-1994 |
|  | Qualifié pour la Coupe des Coupes 1993-1994              |
|  | Qualifié pour la Coupe UEFA 1993-1994                    |
|  | Relégation en Esiliiga                                   |

## Bilan de la saison
| Tableau d'Honneur                 |                  |
| Compétition                       | Vainqueur        |
| Championnat d'Estonie de football | FC Norma Tallinn |
| Coupe d'Estonie de football       | FC Nikol Tallinn |

| Qualifications européennes              |                  |
| Ligue des champions de l'UEFA 1993-1994 | Qualifié         |
| Tour préliminaire                       | FC Norma Tallinn |
| Coupe des Coupes 1993-1994              | Qualifié         |
| Tour préliminaire                       | FC Nikol Tallinn |
| Coupe UEFA 1993-1994                    | Qualifié         |
| 1er tour                                | -                |

| Promotion et relégation |                                          |
| Relégués en Esiliiga    | Keemik Kohtla-Jährve JK Tulevik Viljandi |
| Promus en Meistriliiga  | JK Tervis Pärnu Tallinna Sadam           |